# Geuensee
Geuensee es una comuna suiza del cantón de Lucerna, situada en el distrito de Sursee. Limita al noroeste con la comuna de Büron, al noreste con Schlierbach y Rickenbach, al este con Beromünster, al sureste con Schenkon, al sur con Sursee, y al oeste con Knutwil.